# Banzaê
Banzaê é um município brasileiro no estado da Bahia, no Nordeste Baiano.
Sua população segundo estimativas de 2024 era de 12 309 habitantes, distribuídos por uma área de 409,507 km².

## Topônimo
Há duas versões sobre a etimologia do topônimo Banzaê. A primeira diz que é de origem indígena e significa "terra dos valentes". A segunda diz que vem do quimbundo e significa "aldeia".

## História
Os primeiros habitantes de Banzaê são os indígenas quiriris.
Com o avanço da pecuária pela região de Banzaê no século XVII e os conflitos entre os vaqueiros e indígenas, chegaram a essa área, para proteger e catequisar os quiriris, padres jesuítas, os quais criaram, em 1695, o aldeamento missionário de Saco dos Morcegos (atual Mirandela).
Em 1758, os jesuítas foram expulsos de Saco dos Morcegos. Dois anos depois, em 1760, essa antiga missão jesuítica foi elevada à categoria de freguesia, com o nome de Mirandela, sendo subordinada à vila de Pombal (atual Ribeira do Pombal). Posteriormente, em data incerta, Mirandela foi elevada à categoria de vila, sendo reanexada a Pombal por meio da Lei provincial n° 51, de 21 de março de 1837. A Resolução provincial n° 185, de 12 de abril de 1843, extinguiu a Freguesia de Mirandela e anexou-a à de Santa Teresa do Pombal.
Em 1910, comerciantes e viajantes de Sergipe que se dirigiam às cidades do Nordeste Baiano criaram uma feira, denominada Feira do Pau, na qual se reuniam pessoas de povoados dos arredores, como Mirandela e Tamburil, para comercializar seus produtos, assim originando o povoado de Banzaê, hoje sede do município de mesmo nome. Nessa povoação, em 1918, foi erguida uma capela em louvor a Nossa Senhora da Conceição.
O movimento pela emancipação de Mirandela se iniciou na década de 1980, mas enfrentou forte oposição da população de Banzaê, a qual alegava que seu povoado era um dos mais importantes de Ribeira do Pombal. Em 1985, a Comissão de Divisão Territorial da Assembleia Legislativa da Bahia, em nome do deputado Roberto Cunha, aprovou uma lei que criava um novo município em Mirandela, mas, no mesmo ano, esse deputado apresentou um novo projeto de lei, mas dessa vez a sede do novo município em Banzaê.
Finalmente, a Lei estadual nº 4845, de 24 de fevereiro de 1989, sancionada pelo então governador Waldir Pires, criou o município de Banzaê, desmembrado de Ribeira do Pombal, sendo instalado em 1° de junho do mesmo ano.

A Terra Indígena Kiriri, de ocupação tradicional desse povo indígena, foi demarcada em 1981 e, em 1987, as 37 famílias não-indígenas que habitavam essa TI foram indenizadas e reassentadas nas fazendas Taboa e Serrinha, no município vizinho de Quijingue. A TI Kiriri foi homologada por meio do Decreto nº 98.828, de 15 de janeiro de 1990. Os últimos não-indígenas que habitavam essa terras indígena se retiraram dali em 1998. Existem sete comunidades indígenas na terra indígena demarcada: Sacão, Cacimba Seca, Canta-Galo, Lagoa Grande, Baixa da Cangalha, Marcação e Picos, sendo estes os núcleos tradicionais. Outra etnia de grande importância, porém recente no território, pois chegaram a Banzaê na década de 1980 vindos de Rodelas, devido ao alagamento decorrente da construção da Usina Hidrelétrica Luiz Gonzaga, são os tuxás, os quais residem numa área entre os povoados de Salgado e Fazenda Sítio, situados ao norte do município. Ambas os povos sobrevivem basicamente de atividades campestres, pesca e agricultura (através do plantio do milho, feijão, mandioca, melancia, abóbora, quiabo e da colheita da castanha). No artesanato, destacam-se os trabalhos com a cerâmica, fibra e o cipó.

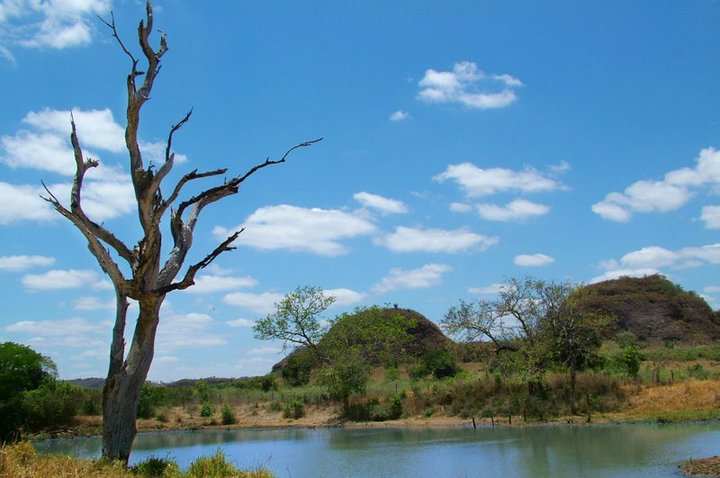
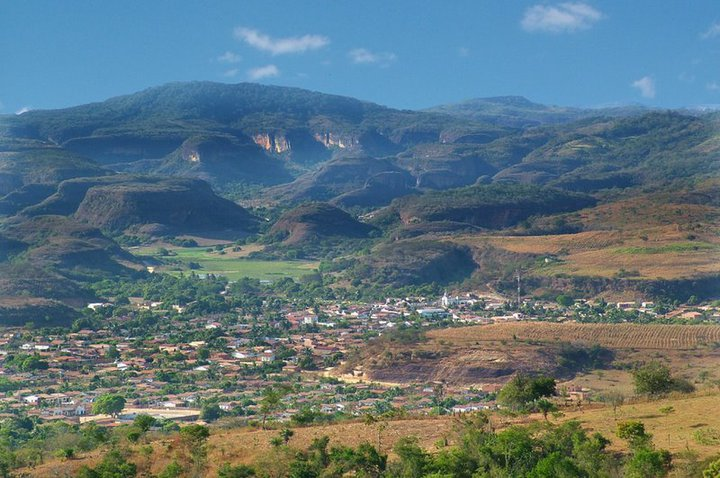
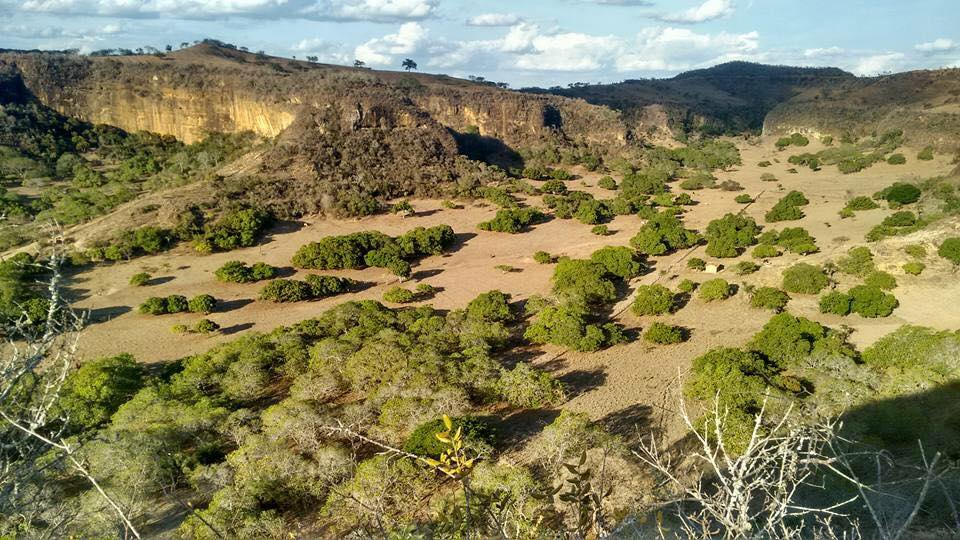
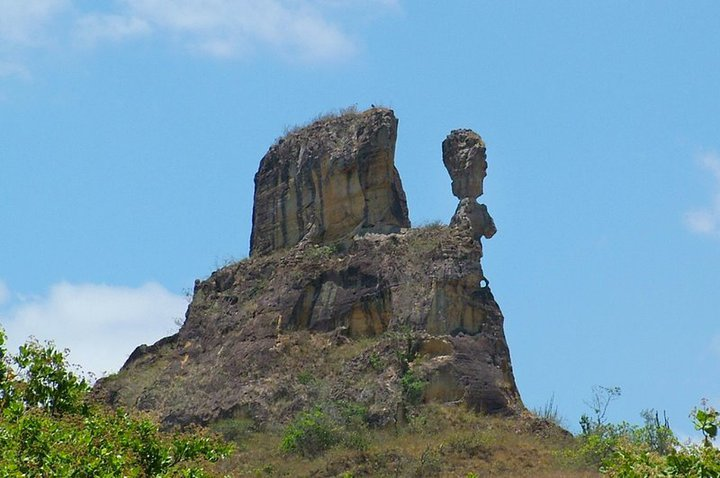
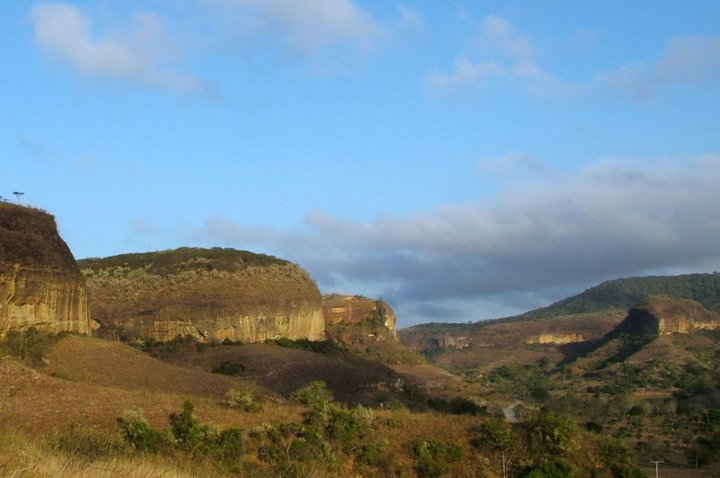
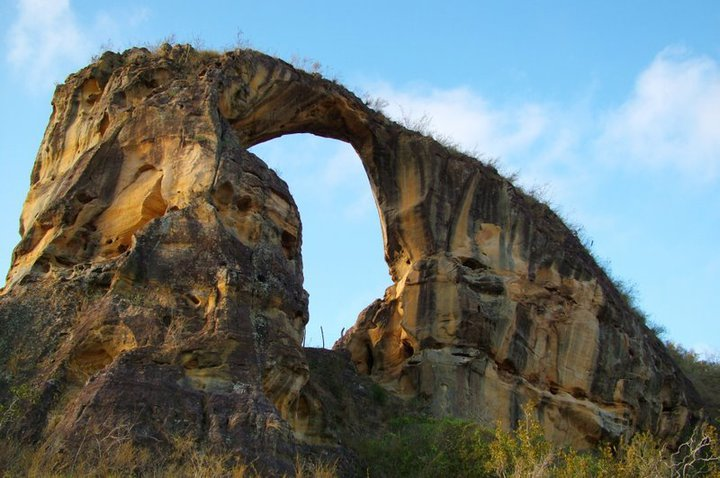

## Turismo
- Pedra Furada (cartão postal da cidade por se diferenciar dos demais morros em virtude de ser uma bela escultura natural);
- Estádio Municipal Banzaê (Cartão postal da cidade, após reforma o Estádio local agora possui estrutura profissional onde ocorre partidas amistosas e a Copa Rural Banzaê, em que times de nível amador costumam competir por premiações ou pela diversão);[18]
- Fazenda Engenho Velho;
- Arquitetura histórica em Mirandela Velha (principal comunidade dos Kiriris[19]);
- Trilhas de Motocross (Prática de esportes radicais em diversos lugares do município com o uso de motocicletas por praticantes que gostam de desafiar os mais diversos tipos de obstáculos naturais como: morros, serras, areais, pedreiras, mata fechada e etc.);
- Serras, morros, planaltos e flora nativa;
- Cultura Indígena (Artesanatos, hábitos e costumes) e Cultura Nordestina (Quadrilhas, festejos juninos e culinária);
- Santo Cruzeiro (ponto mais alto da cidade, cuja visão torna a visita ao local um grande atrativo).
- Semana Santa no Povoado Tamburil (Os Festejos da Semana Santa atrai pessoas de diversas localidades. As atrações religiosas começam no domingo de ramos e vão ate os festejos pascoa).
- Tradicionalmente, a principal festividade da cidade é o Arraiá do Banza, comemorado nos dias 28 e 29 de junho. Além destas datas, há a festa de 8 de dezembro, em homenagem à padroeira da cidade, Nossa Senhora da Conceição.

## Prefeitos e vice-prefeitos
Lista de prefeitos e vice-prefeitos do município:
|   | Nome                               | Partido | Vice-prefeito                                  | Início do mandato     | Fim do mandato         | Observações                     |
| 1 | Edval Calasans de Macêdo, Seu Divá |         | Uindson de Souza Dantas, Cicinho               | 1990                  | 31 de dezembro de 1992 | Prefeito e vice eleitos         |
| 2 | José Ribeiro de Moraes, Zé Leal    |         | Hamilton Dantas Viana                          | 1º de janeiro de 1993 | 31 de dezembro de 1996 | Prefeito e vice eleitos         |
| 3 | Jailma Dantas Gama Alves           | PFL     | Uindson de Souza Dantas, Cicinho               | 1º de janeiro de 1997 | 31 de dezembro de 2000 | Prefeita e vice eleitos         |
| 4 | José Ribeiro de Moraes, Zé Leal    | PFL     | Erivaldo Cardoso Calasans, Rico (PSC)          | 1º de janeiro de 2001 | 31 de dezembro de 2004 | Prefeito e vice eleitos         |
| 5 | Jailma Dantas Gama Alves           | PFL     | José Wilson Pereira de Souza Têca (PSDB)/(PTB) | 1º de janeiro de 2005 | 31 de dezembro de 2008 | Prefeita e vice eleitos         |
| 5 | Jailma Dantas Gama Alves           | PT      | José Wilson Pereira de Souza Têca (PSDB)/(PTB) | 1º de janeiro de 2009 | 31 de dezembro de 2012 | Prefeita e vice reeleitos       |
| 6 | Patrícia Dantas do Nascimento      | PT      | Maria Veralucia Gama Moraes Vera (PSD)         | 1º de janeiro de 2013 | 31 de dezembro de 2016 | Prefeita e vice eleitas         |
| 7 | Jailma Dantas Gama Alves           | PT      | Maria Veralucia Gama Moraes Vera (PSD)         | 1º de janeiro de 2017 | 31 de dezembro de 2020 | Prefeita eleita e vice reeleita |
| 7 | Jailma Dantas Gama Alves           | PT      | Adriano Souza Adriano (PT)                     | 1º de janeiro de 2021 | 31 de dezembro de 2024 | Prefeita reeleita e vice eleito |
| 8 | Patrícia Dantas do Nascimento      | PT      | Adriano Souza Adriano (PT)                     |                       |                        |                                 |
| 8 | Patrícia Dantas do Nascimento      | PT      | Adriano Souza Adriano (PT)                     | 1º de janeiro de 2025 | 31 de dezembro de 2028 | Prefeita eleita e vice reeleito |